# Relations entre le Bangladesh et Chypre
Les relations entre le Bangladesh et Chypre sont les relations bilatérales de la république populaire du Bangladesh et de la république de Chypre. Aucun des deux pays n'a d'ambassadeur résident dans l'autre. Les deux pays sont membres du Mouvement des non-alignés et du Commonwealth des nations. Les relations entre les deux pays sont restées cordiales et les deux pays ont montré leur volonté de les renforcer encore.

## Coopérations
Aucun des deux pays n'a d'ambassadeur résident dans l'autre. Chypre possède un consulat à Dacca, la capitale du Bangladesh, et les Bangladais ont également un consulat, situé à Larnaca.

### Coopération en education
Le ministre des affaires étrangères, M. Morshed Khan, a demandé à Chypre de recruter davantage de marins bangladais pour le pays européen. L'appel du ministre est venu lorsque le nouveau haut-commissaire chypriote au Bangladesh, Andreas Zenonos, lui a rendu une visite de courtoisie à son bureau, réunion au cours de laquelle ils ont également évoqué une coopération au niveau éducation. Un certain nombre d'étudiants bangladais sont admis dans les universités chypriotes pour chercher à entrer sur le marché du travail européen,.

### Coopération économique
Le Bangladesh et Chypre ont manifesté leur intérêt pour le développement des activités économiques bilatérales existantes entre les deux pays et ont travaillé dans ce sens. Les vêtements confectionnés, les produits pharmaceutiques, le cuir et les produits du cuir du Bangladesh ont été identifiés comme ayant un bon potentiel sur le marché chypriote,. Le président Abdul Hamid a suggéré d'échanger des délégations commerciales entre les deux pays et a également demandé que Chypre augmente les catégories d'emplois autorisés pour les étudiants bangladais.
Chypre a exprimé son intention d'entamer des négociations en vue d'une convention fiscale.

### Coopération culturelle
Le Bangladesh a envoyé deux éléphants femelles nées en captivité au zoo de Paphos. Les éléphants d'Asie ont été élevés par la Bangladesh Forest Development Corporation (Société de développement forestier du Bangladesh),.